# Medell
Medell is een dorp in Meyerode, een deelgemeente van de Duitstalige gemeente Amel in de Belgische provincie Luik. Medell ligt in het zuiden van de gemeente, bijna 2 kilometer ten zuidwesten van het dorpscentrum van Meyerode en 4 kilometer ten zuiden van het centrum van Amel.
Qua inwonersaantal is Medell net iets groter dan het vlakbij gelegen Meyerode.

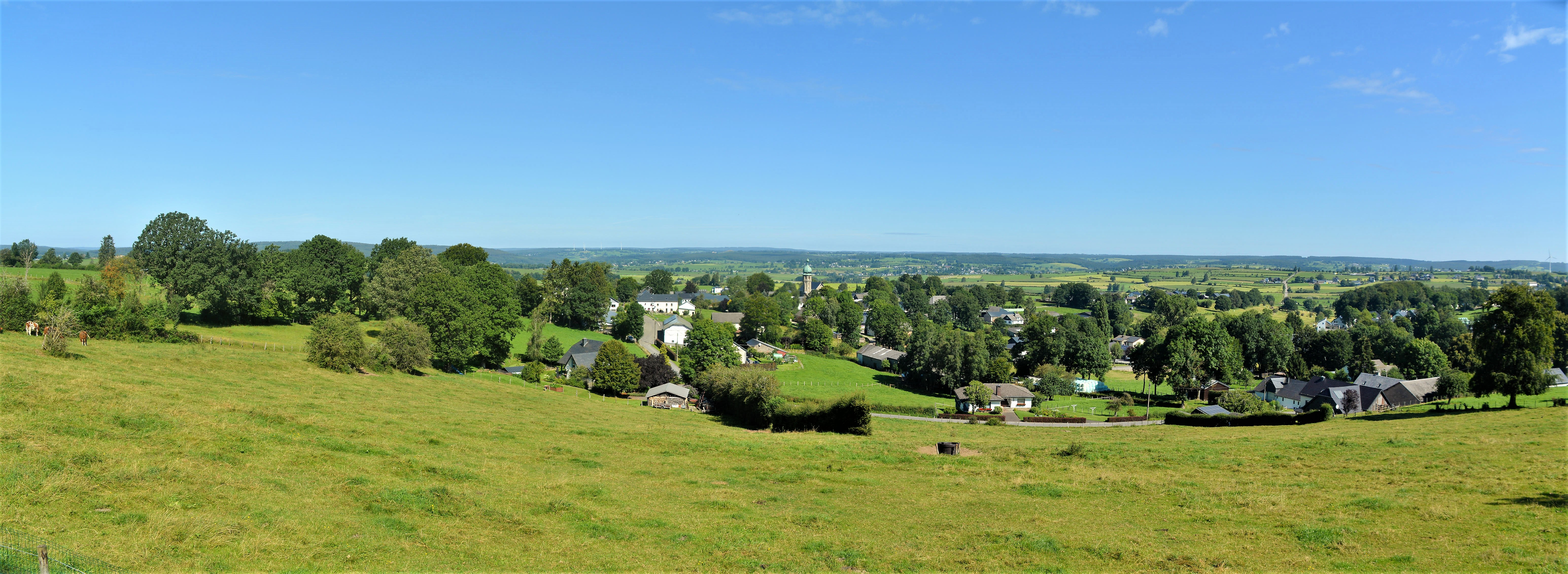
Panorama over Medell

## Geschiedenis
Medell ontstond tussen de 10de en 14de eeuw en werd voor het eerst vermeld in 1451. De naam betekent: In het dal. De plaats behoorde tot de heerlijkheid van Amel. De Ferrariskaart uit de jaren 1770 toont het dorpje Medel, met de kerk in het zuiden van het dorpje.
Op het eind van het ancien régime behoorde het gebied tijdens de Franse bezetting op het eind van de 18de eeuw tot het departement Ourthe. Na de Franse periode ging het gebied naar Pruisen. Medell behoorde toen tot de gemeente Meyerode.
Na de Eerste Wereldoorlog werd het gebied bij België gevoegd. In 1932 werd een nieuwe kerk in het noorden van het centrum, en de oude kerk werd in 1933 gesloopt.
Bij de gemeentelijke herindelingen werd in 1977 de gemeente Meyerode, met daarbije Medell, bij de gemeente Amel gevoegd.

## Bezienswaardigheden
- De Onze-Lieve-Vrouw-Onbevlekt-Ontvangenkerk, ontworpen door Henri Cunibert.

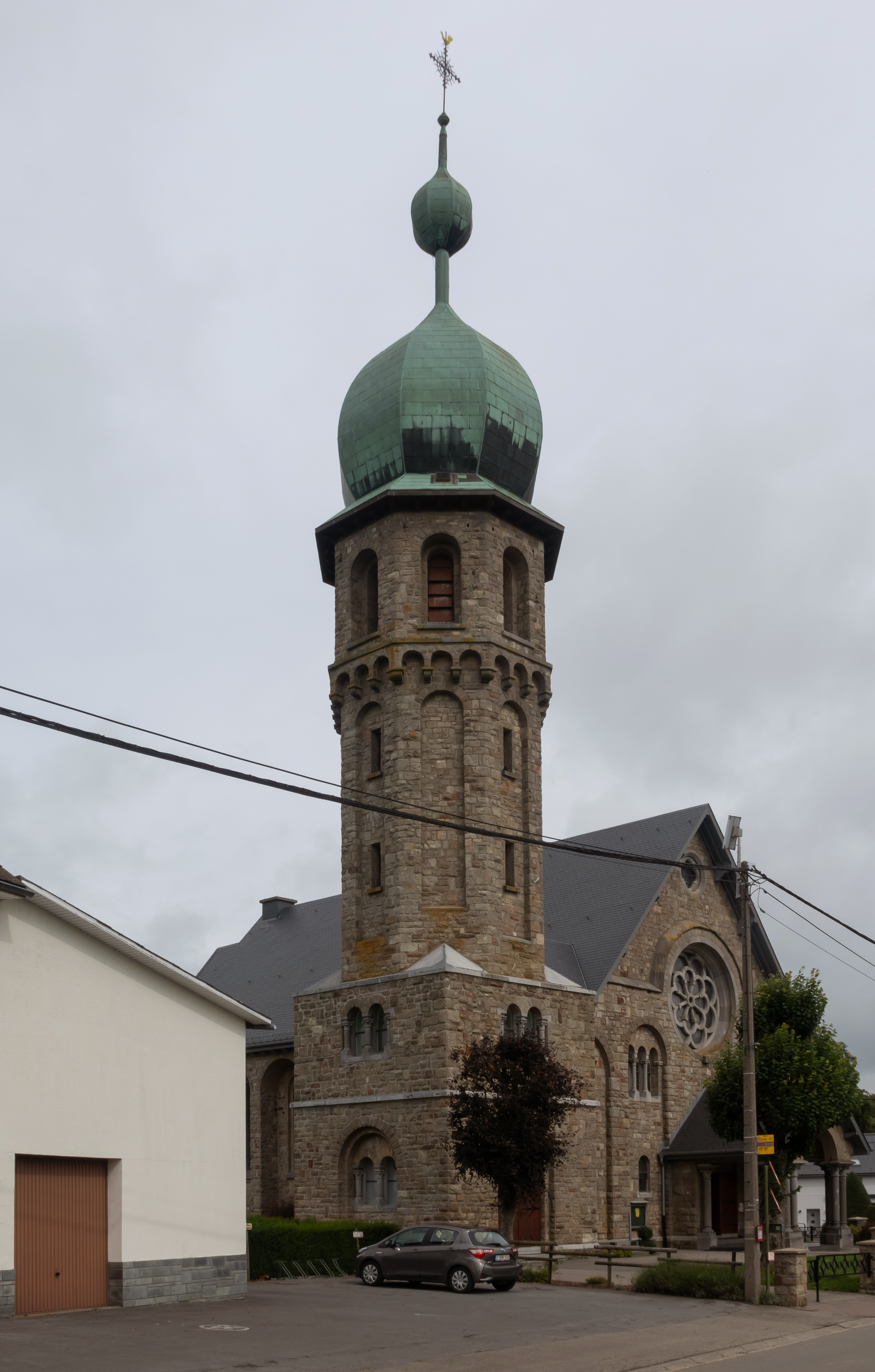
Onze-Lieve-Vrouw-Onbevlekt-Ontvangenkerk

## Nabijgelegen kernen
Meyerode, Wallerode, Born
Deelgemeenten: Amel · Heppenbach · Meyerode

Overige kernen: Born · Deidenberg · Eibertingen · Halenfeld · Hepscheid · Herresbach · Iveldingen · Medell · Mirfeld · Möderscheid · Montenau · Schoppen · Valender · Wereth

Belgische gemeenten · Duitstalige Gemeenschap · Arrondissement Verviers · Luik · Wallonië